# 近江今津站 (江若鐵道)
近江今津站（日语：／ Ōmi-imazu eki */?）是位於滋賀縣高島郡今津町今津住吉（現時：高島市今津町住吉），江若鐵道的鐵路車站（廢站）。

## 歷史
在1931年（昭和6年）1月，江若鐵道安曇至此站之間開通，此站啟用。從江若鐵道最初開通區間（三井寺至叡山之間）起，在10年之間慢慢把鐵路線延伸，最後在1931年（昭和6年）延伸至今津町。在當地報紙報道中，今津町居民已經十分期待鐵路線開通至該地區，對於此開通表示歡迎。為了慶祝這次的開通，於1月16日在町內的小學舉行了紀念儀式，當中的餘興節目包括放煙花和播放映畫。在站前也設置了拱門和燈籠。
江若鐵道的公司名稱是取自近江（滋賀縣）和若狹（福井縣），該公司原本計劃建設鐵路連接上述兩個地區。在當初的鐵路敷設許可中，計劃從今津町繼續敷設路軌至福井縣的三宅村（現時：三方上中郡若狹町）。但是沿線住民協助支付的建設資金已經耗盡，因此放棄了延伸至三宅村，而江若鐵道線自此一直以近江今津站定為終點站，直至路線廢除。而剩下連接今津町至三宅村之間路段由巴士負責。在1937年（昭和12年），省營自動車若江線開通（現時由西日本JR巴士繼續營運）。
在町內設有陸軍饗庭野演習場（現時：陸上自衛隊饗庭野演習場）。在戰時當有士兵從該處出征時，士兵們會在此站出發，屆時月台和站前廣場變為送別的地方。另外在戰前，部分演習場會變為饗庭野滑雪場，因此也有一些滑雪客使用鐵路前往該處。
江若鐵道在1969年（昭和44年）10月31日結束營業，車站在翌日11月1日廢除。

### 年表
- 1930年（昭和5年）12月：站舍落成[1]。
- 1931年（昭和6年）
  - 1月1日：江若鐵道安曇至此站之間開業，此站啟用[14][15]。
  - 1月16日：在町內的今津小學舉行開通紀念典禮[4]。
- 1936年（昭和11年）4月28日：江若鐵道在今津町至三宅村（日语：三宅村 (福井県)）之間的鐵路許可失效[16]。
- 1937年（昭和12年）12月21日：省營自動車（日语：国鉄バス）開辦若江線（日语：若江線），行走於若狹熊川至近江今津之間[17]。使近江今津至小濱之間開始設有巴士服務。
- 1969年（昭和44年）11月1日：車站被廢除[14]。

## 車站構造
近江今津站內設有客運和貨運業務（一般車站）。站內設有1面2線的島式月台、貨物專用用台、機車車庫、多條側線，以及讓蒸氣機車補充水的供水設備。車站範圍比較大。
相對其他江若鐵道車站，此站的站舍比較特別。站舍的屋頂是呈三角形，建築風格為西式。此站與大溝站站舍都引起眾人注目。站舍東邊為入口，西邊為檢票口。
關於站內的站名牌，此站的平假名標記為。

## 使用狀況
以下為開業起數年之間的一年上下車人次和貨物起卸量。主要的乘客有三類，分別是町內的乘客、舊制今津中學的師生們和前往陸軍饗庭野演習場的軍人與士兵。
| 一年客量和貨物起卸量： | 一年客量和貨物起卸量： | 一年客量和貨物起卸量： | 一年客量和貨物起卸量： | 一年客量和貨物起卸量： | 一年客量和貨物起卸量： |
| 年                     | 旅客                   | 旅客                   | 貨物                   | 貨物                   | 參考資料               |
| 年                     | 乘車                   | 下車                   | 發送                   | 到達                   | 參考資料               |
| ---------------------- | ---------------------- | ---------------------- | ---------------------- | ---------------------- | ---------------------- |
| 1931年                 | 67,831人               | 69,343人               | 1,801公噸              | 1,719公噸              | [ 24 ]                 |
| 1934年                 | 87,042人               | 89,574人               | 2,145公噸              | 2,653公噸              | [ 25 ]                 |
| 1935年                 | 88,972人               | 88,111人               | 2,638公噸              | 2,599公噸              | [ 26 ]                 |
| 1936年                 | 89,445人               | 91,204人               | 3,120公噸              | 2,996公噸              | [ 27 ]                 |

## 車站周邊
在站前設有前往小濱和牧野方向的巴士路線。在步行圈內設有饗庭野演習場和在演習場內的饗庭野滑雪場。

## 現狀
在江若鐵道廢線後，湖西線於車站遺址西邊設置了近江今津站。車站遺址其中一處變成了A-Coop今津店。截至2010年代，在江若鐵道所有廢站中，此站是唯一還保留了站舍。站舍在廢站後變成了農協相關設施（JA旅行中心），隨後變為熱水浴設施和興建超市的施工事務所。截至2012年，站舍變為一間棄置的建築物。站內和月台的遺址變成道路。站舍的擁有者JA近江今津（現時：JA Lake滋賀）因站舍老化而決定拆毀。當地居民得知這個消息後，在2019年起成立了「站舍之會」和「站舍保存活用協議會」。這些會致力爭取保留站舍，但是在2021年3月的會議上，由於未就出售條款等達成一致共識，最後決定把站舍拆毀。最後在2021年5月中旬拆毀。
關於此站附近的路軌遺址。在湖西線近江今津站南邊的留置線附近可確認路軌遺跡。在鐵路線跨越天川的橋樑遺址中，遺留了橋樑兩端的路堤和築堤。其餘地方已經看不見任何痕跡。在庄堺川附近的路軌遺址已經變成湖西線用地。

## 相鄰車站
江若鐵道
江若鐵道線
北饗庭－近江今津

## 注腳

## 相關項目
- 日本鐵路車站列表 O

## 外部連結
- 江若鐵道近江今津站舍保存活用協議會（舊：江若鐵道近江今津站舍之會）的X（前Twitter）
- 江若鐵道近江今津站舍保存活用協議會（舊：江若鐵道近江今津站舍之會）的Facebook專頁